# Sdružení LEX
LEX – sdružení na ochranu práv majitelů zbraní z.s. (LEX z.s., krátce LEX) je spolek, který byl založen v roce 1998 Stanislavem Gibsonem, Jiřím Ottou a Janou Hlavatou jako nezávislé sdružení, bránící zájmy všech legálních držitelů zbraní, a jeho prvním prezidentem se stal Antonín Baudyš.
Spolek usiluje, v rámci legislativního procesu, o zachování práva každého řádného občana na držení zbraně pro účely sebeobrany, sportu, myslivosti, k výkonu povolání nebo zaměstnání či ke sběratelským účelům. Zasazuje se o zachování práva na efektivní sebeobranu a zlepšení pozice obránce na úkor útočníka. Prosazuje jednoduchost a smysluplnost legislativních úprav, bojuje proti regulaci znemožňující či ztěžující praktické využití práva občana na zbraň a obranu.
V roce 2018 byly založeny pobočné spolky LEX, oblastní spolek Haná a LEX, oblastní spolek Východní Čechy a v roce 2022 byl založen LEX, oblastní spolek Jižní Morava, PbS.
LEX organizuje přednášky a spolupracuje s obdobnými organizacemi v rámci Evropy např. s Legis Telum – Združenie vlastníkov strelných zbraní, o.z. a Bund Deutscher Sportschützen 1975 e.V.
Sdružení také založilo a zaštiťuje střeleckou soutěž Lidová obranná střelba.